# Mk 42艦砲
Mark 42 5英寸/54艦炮是美国海军和其他国家使用的舰炮。 它由 Mark 18 火炮和 Mark 42 炮架组成。 该舰炮口徑為5英吋，砲管长 54倍徑，砲管长度为 5" × 54 = 270 英寸或 6.9 米。 20世纪50年代，美國海軍需要一种比二战中使用的5英寸/38口径火炮射程更远、射速更快的火炮。因此，该艦砲与3英寸/70 Mark 26火炮同时制造但用于不同的用途。 5"/54 Mk 42 是一款高平兩用艦砲。 它通常通过 Mk 68 火炮火控系统进行远程控制，或者通过單人控制 (OMC) 站进行控制。 
自動填裝炮架重约60.4長噸（61.4公噸）包括砲座下的两个弹鼓，可容纳 40发弹药。 艦砲砲彈速度为2,650 ft/s（807.7 m/s） 。  最大射速为每分钟 40 发。  彈艙容量为 599 发。  Mark 42炮座最初配备了两名机载炮手，一名水面炮手和一名高射炮手，但后来由于海军飞机速度的增加使得防空武器的手动瞄准变得不切实际，因此高射炮手位置被废弃。 Mark 45 艦砲于 1971 年开始取代 Mk 42 炮架，以提高美国海军裝備的可靠性。 